# Give'em Hell, Harry!
Give'em Hell, Harry! (traducida como ¡Dales el infierno Harry!) es una obra de teatro biográfica y película de 1975, escrita por el dramaturgo Samuel Gallu. 
Tanto la obra como la película son un espectáculo unipersonal sobre el expresidente de los Estados Unidos, Harry S. Truman. Está protagonizada por James Whitmore y fue dirigida por Steve Binder y Peter H. Hunt.
La obra de teatro fue presentada en varias ciudades, en una de estas ocasiones, la representación fue filmada en video y luego trasladada a película para ser proyectada en pantalla grande. A pesar de las producciones regulares a lo largo de los años, la obra nunca se estrenó en Broadway.

## Sinopsis
La película es un monólogo en el que Harry Truman, el trigésimo tercer presidente de los Estados Unidos, recuerda y comenta, de forma humorística, hechos de su vida, tanto políticos como personales.

## Reparto
- James Whitmore como Harry S. Truman

## Origen del título
El título proviene de un incidente que tuvo lugar durante la campaña electoral presidencial de 1948. En Bremerton, Washington, Truman pronunció un discurso atacando a los republicanos. Durante el discurso, un seguidor gritó: "¡Dales el infierno, Harry!" Truman respondió: "No les doy el infierno. Solo digo la verdad sobre ellos y piensan que es el infierno". 
Posteriormente, "¡Dales el infierno, Harry!" se convirtió en un eslogan de por vida para los partidarios de Truman.

## Premios y nominaciones
| Premio                | Categoría                            | Nominado       | Resultado | Ref.  |
| --------------------- | ------------------------------------ | -------------- | --------- | ----- |
| Premios Oscar         | Mejor Actor                          | James Whitmore | Nominado  | [ 1 ] |
| Premios Globos de Oro | Mejor Actor de Drama                 | James Whitmore | Nominado  | [ 2 ] |
| Premios Grammy        | Mejor grabación de palabras habladas | James Whitmore | Ganador   | [ 3 ] |